# Csatarepülőgép

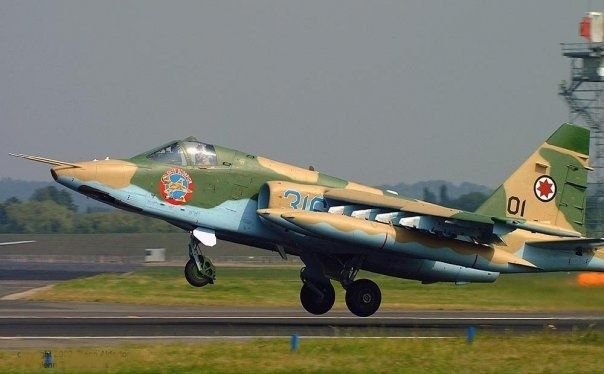
Szu–25

A csatarepülőgép olyan katonai repülőgép, mely földi célpontokat támadva a szárazföldi csapatok számára nyújt közvetlen légi támogatást. Fegyverzete erős, jellemzően nagy teljesítményű beépített gépágyúból, valamint egyenes szárnyai alatt elhelyezett nagyszámú fegyverfelfüggesztő csomópontján hordozott bombából és földi célok elleni irányított és nem irányított rakétákból áll. Páncélzata erős, véd a földön telepített csöves tűzfegyverek nagy részétől. Sebessége viszonylag alacsony. Hatótávolsága kicsi, de a harctérhez közeli, rossz minőségű, kis szükségrepülőterekről is bevethető. Karbantartási igénye alacsony.
Ilyen repülőgép a Ju 87G, a Hs 129, Il–2, A–10 Thunderbolt II, Szu–25. A második világháborúban a vadászrepülőgépnek fejlesztett Bf 110-est is csatarepülőként használták leginkább.